# Kelso (Schotland)
Kelso is een plaats in het Schotse bestuurlijke gebied Scottish Borders, gelegen bij het punt waar de rivieren Tweed en Teviot samenkomen.
Tussen de twee rivieren lag Marchmount Castle dat in 1124 tot koninklijke burcht werd verheven door koning David I van Schotland. Sindsdien heette het Roxburgh Castle. In 1128 stichtte koning David I Kelso Abbey ten oosten van Roxburgh Castle.
Kelso leed onder de vele schermutselingen en oorlogen die plaatsvonden tussen de Schotten en de Engelsen. In 1460 vernietigden de Schotten het kasteel. In de periode rond 1545 werd de abdij geruïneerd en ten gevolge van de reformatie in 1560 niet meer hersteld.
Het vroege Kelso was al een handelscentrum getuige de grote marktplaats, een van de grootste in Schotland.

## Roxburghe
De eerste hertog van Roxburghe liet in 1721 Floors Castle bouwen. Het wordt nu bewoond door de 10de hertog van Roxburghe. Het is het grootste Schotse kasteel dat nog particulier bewoond wordt. Sinds 1977 is het gedeeltelijk opengesteld voor het publiek. Op het landgoed heeft hij een golfbaan aan laten leggen (Roxburghe Golf Club), waar sinds 2002 nationale en internationale toernooien worden gespeeld.

## Partnerstad
- Kelso
- Orchies